# Helmut Rohlfing
Helmut Rohlfing (* 8. Januar 1949 in Minden/Westf.) ist ein deutscher Bibliothekar.

## Leben und Wirken
Helmut Rohlfing studierte Anglistik, Geschichte und Philosophie und legte das Staatsexamen für den höheren Schuldienst 1975 ab, anschließend promovierte er 1982 im Fach Anglistik an der Technischen Hochschule Aachen. Als Bibliotheksreferendar an der Staats- und Universitätsbibliothek Göttingen begann er 1983 die Ausbildung für den höheren Bibliotheksdienst; die Fachprüfung hierfür legte er 1985 an der Fachhochschule für Bibliotheks- und Dokumentationswesen in Köln ab. Bis 2014 war er dann als wissenschaftlicher Bibliothekar (zuletzt als Bibliotheksdirektor) an der Staats- und Universitätsbibliothek Göttingen tätig. Neben der Arbeit als Fachreferent leitete er dort die Handschriftenabteilung bzw. die Abteilung für Spezialsammlungen und Bestandserhaltung.
In seinen zahlreichen Veröffentlichungen beschäftigt sich Rohlfing (neben der Erarbeitung von Ausstellungen in Göttingen) mit der Geschichte und dem wertvollen historischen Bestand der Staats- und Universitätsbibliothek Göttingen.

## Schriften
- Die Werke James Elphinstons (1721–1809) als Quellen der englischen Lautgeschichte. Eine Analyse orthoepistischer Daten (= Anglististische Forschungen. Band 172). Winter, Heidelberg 1984, ISBN 3-533-03511-5.
- Die Universitätsbibliotheken Schottlands. Organisation, Aufgaben und Formen der Zusammenarbeit. Fachhochschule für Bibliotheks- und Dokumentationswesen, Köln 1985.
- (mit Helmut Kind): Gutenberg und der europäische Frühdruck. Zur Erwerbungsgeschichte der Göttinger Inkunabelsammlung. Wallstein-Verlag, Göttingen 1995, ISBN 3-89244-204-5.
- Der Nachlass von Herbert Schöffler (1888–1946) in der Universitätsbibliothek Göttingen. In: Clausdirk Pollner (Hrsg.): Bright is the ring of words (= Abhandlungen zur Sprache und Literatur. Band 85). Romanistischer Verlag, Bonn 1996, S. 259–272, ISBN 3-86143-050-9.
- (mit Wolfhart Unte): Quellen für eine Biographie Karl Otfried Müllers (1797–1840). Biographie und Nachlaß. Olms, Hildesheim 1997, ISBN 3-487-10497-0.
- (Red.): „ganz vorzügliche und unvergeßliche Verdienste“. Georg Thomas von Asch als Förderer der Universität Göttingen. Ausstellung im Historischen Gebäude der Niedersächsischen Staats- und Universitätsbibliothek, 20. April bis 22. Mai 1998 (= Göttinger Bibliotheksschriften. Band 11). Göttingen 1998, ISBN 3-930457-08-3.
- (Red.): Gutenberg und seine Wirkung. Katalog zur Ausstellung der Niedersächsischen Staats- und Universitätsbibliothek Göttingen vom 23. Juni bis zum 29. Oktober 2000. (Ausstellung „Gutenberg und seine Wirkung“ in der neu gestalteten Paulinerkirche.) Göttingen 2000.
- Die Bewertung von Handschriften und Alten Drucken in der bibliothekarischen Praxis. In: Wolfenbütteler Notizen zur Buchgeschichte. Band 26 (2001), H. 1/2, S. 65–79.
- Das Erbe des Genies. Der Nachlass Carl Friedrich Gauß an der Niedersächsischen Staats- und Universitätsbibliothek Göttingen. In: Mitteilungen / Gauss-Gesellschaft e.V. Göttingen. Band 40 (2003), S. 7–23.
- Eine neue russische Bibliothek in Göttingen – Georg Thomas von Asch als Förderer der Georgia Augusta. In: Elmar Mittler / Silke Glitsch (Hrsg.): Russland und die „Göttingische Seele“. 300 Jahre St. Petersburg; Ausstellung in der Paulinerkirche Göttingen (= Göttinger Bibliotheksschriften. Band 22). Niedersächsische Staats- und Universitätsbibliothek Göttingen 2003, ISBN 3-930457-29-6, S. 287–302.
- (Red.): „Wie der Blitz einschlägt, hat sich das Räthsel gelöst“. Carl Friedrich Gauß in Göttingen (= Göttinger Bibliotheksschriften. Band 30). Ausstellung „Wie der Blitz einschlägt, hat sich das Räthsel gelöst“ – Carl Friedrich Gauß in Göttingen. Ausstellung im Alten Rathaus am Markt vom 23.2. bis 15.5.2005. Göttingen 2005, ISBN 3-930457-72-5.
- (Mitautor): Das historische Gebäude, Keimzelle der Georgia Augusta 1294–2006. Niedersächsische Staats- und Universitätsbibliothek Göttingen 2006.
- (Mitbearb.): Göttinger Kostbarkeiten. Handschriften, Drucke und Einbände aus zehn Jahrhunderten (= Göttinger Bibliotheksschriften. Band 35). Niedersächsische Staats- und Universitätsbibliothek Göttingen 2006, ISBN 3-930457-79-2.
- „Sagen Sie nicht, daß das Archiv unbeträchtlich sey“ . J. D. Reuß und das erste Findbuch zum Göttinger Universitätsarchiv. In: Hans Erich Bödeker (Hrsg.): Bibliothek und Archiv (= Veröffentlichungen des Max-Planck-Instituts für Geschichte. Band 221). Vandenhoeck & Ruprecht, Göttingen 2007, ISBN 978-3-525-35869-6, S. 71–88.
- Die Bibliothek „in der Gegenwart eines großen Capitals, das geräuschlos unberechenbare Zinsen spendet“. Goethe und die Göttinger Bibliothek. In: Elmar Mittler (Hrsg.): „Der gute Kopf leuchtet überall hervor“. Goethe, Göttingen und die Wissenschaft. Wallstein-Verlag, Göttingen 2009, ISBN 3-89244-367-X, S. 53–65.
- Göttinger Ausleihjournale als Quellen der Bibliotheksbenutzung. In: Wolfenbütteler Notizen zur Buchgeschichte. Band 34 (2009), H. 1/2, S. 27–44.
- (Mitbearb.): Bücher unter Verdacht. NS-Raub- und Beutegut an der SUB Göttingen. Katalog der Ausstellung vom 13. Mai – 10. Juli 2011 (= Göttinger Bibliotheksschriften. Band 38). Univ.-Verl. Göttingen 2011, ISBN 3-86395-027-5.
- Christian Gottlob Heyne und die Göttinger Universitätsbibliothek. In: Abhandlungen der Akademie der Wissenschaften zu Göttingen. N.F., Band 32 (2014), S. 145–158.